# Larry Abramson

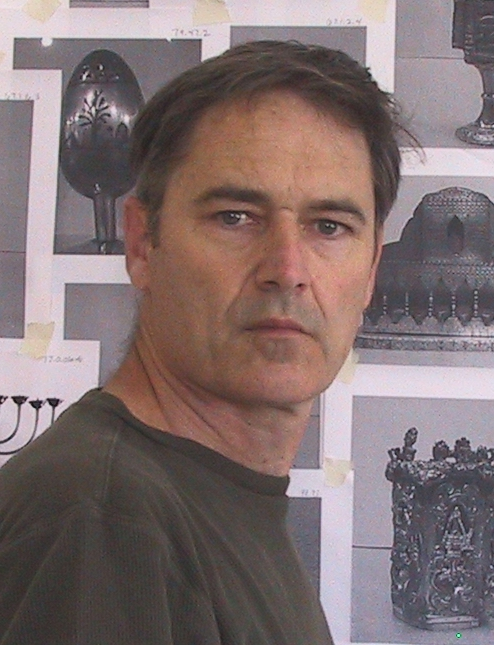
Larry Abramson (2005)

Larry Abramson (hebräisch לארי אברמסון‎; * 1954 in Durban, Südafrika) ist ein israelischer Künstler.

## Leben und Werk
Larry Abramson wurde 1954 in Südafrika geboren. 1961 wanderte seine Familie nach Israel aus und lebte in Jerusalem. 1970 war er einer der Unterzeichner eines Briefes von Gewissensverweigerern, die gegen die Besetzung von Gaza protestierten. 1973 studierte Abramson Kunst am Chelsea College of Art and Design in London. Nach seiner Rückkehr nach Israel nahm er eine Stelle als Drucker und Ausstellungskurator im Jerusalem Print Workshop an, wo er von 1975 bis 1986 verblieb.
Seine erste Einzelausstellung war 1975. Seine Arbeit in den 1980er-Jahren behandelte verschiedene Symbole modernistischer europäischer Kunst, besonders das „schwarze Quadrat“ von Kasimiar Malewitsch. Er gebrauchte es, um dynamische Situationen zu schaffen, in denen er Vereinfachung und einen figurativen Zeichenstil verwendete.
Von 1993 bis 1994 schuf Abramson die Serie „Tsuba“, die er in der Kibbuz-Galerie ausstellte. Die Serie bestand aus 38 Natur-Gemälden (Öl auf Leinwand), 38 Drucken von Natur-Zeichnungen, und Stillleben, die auf Pflanzenbeispielen beruhten.
Diese Serie haben einen Bezug zu archäologischen Ruinen nahe dem Kibbuz Tzova, ein Ort, der ein Jahrzehnt zuvor vom Künstler Joseph Zaritsky gezeichnet worden war (unter dem Namen „Tsuba“). Während Zaritsky die arabischen Ruinen am Ort ignorierte und dafür den Raum einebnete, malte Abramson den Blick realistisch. Indem er die Ruinen des arabischen Dorfes einbezog, kritisierte er im Wesentlichen den israelischen Standpunkt, der danach strebe, die arabische Identität des eroberten Gebietes auszulöschen.
1984 wurde Abramson Dozent der Abteilung Kunst an der Bezalel Academy of Arts and Design in Jerusalem. 1992 wurde er zum Leiter der Abteilung ernannt, sowie Leiter des Bezalel-Programmes für junge Künstler (das Master-Programm).
Für das akademische Jahr 2002/2003 war er Gastdozent am San Francisco Art Institute. Gleichzeitig begann er, die Abteilung Kunst am Shenkar College of Engineering and Design in Ramat Gan aufzubauen.
Im Mai 2002 veröffentlichte Abramson in der Zeitschrift „Studio“ einen Artikel mit dem Titel We’re all Felix Nussbaum. Darin sprach er die problematische Natur davon an, wenn man historische Gemälde in der Nach-Holocaust-Zeit erschafft. 2004 kam es zu einer Ausstellung seiner Werke unter dem Titel „Piles“, einschließlich einiger Holzkohle-Zeichnungen von Bauschutt-Bergen. Sie hatten einen Bezug zu Ruinen in der Kunst und dem Bildnis des deutsch-jüdischen Malers Felix Nussbaum. Diese Reihe wurde gezeigt unter anderem im Felix-Nussbaum-Museum in Osnabrück.
2007 stellte Abramson Gemälde in der Gordon Gallery in Tel Aviv aus.

## Auszeichnungen (Auswahl)
- 1979 The Beatrice S. Kolliner Award for a Young Israeli Artist (Israel Museum, Jerusalem)
- 1993 Sharet Award für Culture and Art, Kulturministerium Israels